# James Sherard
James Sherard, född den 1 november 1666 i Bushby, Leicestershire, död den 12 februari 1738, var en engelsk botanist. Han var bror till William Sherard.
Sherard  var läkare och apotekare i London, men privatman från 1720 och ägnade sig åt växtodling med sådan framgång, att hans trädgård i Eltham, Kent, blev för sin tid en av de främsta i England. Den blev föremål för bearbetning av Dillenius i Hortus Elthamensis (1732). Sherard var även framstående kompositör och utmärkt violinist.